# Loxerebia megalops
Loxerebia megalops är en fjärilsart som beskrevs av Alphéraky 1895. Loxerebia megalops ingår i släktet Loxerebia och familjen praktfjärilar. Inga underarter finns listade i Catalogue of Life.